# Tərlan Kərimov
Tərlan Kərimov, también escrito como Tarlan Karimov (Sumqayıt, 14 de septiembre de 1986), es un deportista azerbaiyano que compitió en judo. Ganó una medalla de plata en el Campeonato Europeo de Judo de 2011, en la categoría de –66 kg.

## Palmarés internacional
| Campeonato Europeo | Campeonato Europeo | Campeonato Europeo | Campeonato Europeo |
| Año                | Lugar              | Medalla            | Categoría          |
| ------------------ | ------------------ | ------------------ | ------------------ |
| 2011               | Estambul (Turquía) | Medalla de plata   | –66 kg             |